# Danja Haslacher
Danja Haslacher (Salisburgo, ...) è una sciatrice alpina austriaca che tra il 1998 e il 2006 ha vinto cinque medaglie d'oro e una medaglia di bronzo ai Giochi paralimpici.

## Biografia
Haslacher ha lavorato come commessa e come disegnatrice. Nel 1988, all'età di 17 anni, dopo un incidente le è stata amputata una gamba.

## Carriera
Haslacher ha iniziato a sciare nel 1994. Alle Paralimpiadi invernali del 1998, ha vinto le gare nella disciplina super-G e slalom gigante LW2. Alle Paralimpiadi Invernali del 2002, ha vinto le gare di discesa libera, slalom gigante e slalom gigante LW2. Nel 2004,  ai Campionati mondiali di sci alpino IPC, Haslacher ha vinto la supergigante LW2. È stata la portabandiera dell'Austria alla cerimonia di apertura delle Paralimpiadi Invernali del 2006, dove è arrivata terza nella prova in piedi del super-G e quinta nella prova in piedi di discesa libera.  Haslacher ha gareggiato ai Campionati mondiali di sci alpino IPC 2009 a Pyeongchang, in Corea del Sud. Nello stesso anno, si è fratturata una gamba in quattro punti, incidente che ha richiesto un lungo periodo di riabilitazione. È arrivata seconda in classifica alla Coppa Europa di sci alpino FIS 2011-2012.
Haslacher non ha potuto competere alle Paralimpiadi invernali 2014 a Sochi, in Russia, a causa di un infortunio alla tibia. A marzo 2014 si è ritirata dallo sci.

## Premi e riconoscimenti
Nel 2002, Haslacher è stata nominata Sportiva austriaca disabile dell'anno.

## Palmarès

### Paralimpiadi
- 6 medaglie:
  - 5 ori (supergigante e slalom gigante a Nagano 1998; discesa libera, slalom e slalom gigante a Salt Lake City 2002)
  - 1 bronzo (supergigante a Torino 2006)

### Campionati mondiali
- 1 medaglia:
  - 1 oro (supergigante a Wildschönau 2004)